# 1929-es Copa América
Az 1929-es Dél-amerikai Válogatottak Bajnoksága a 12. dél-amerikai kontinenstorna volt.  Argentínában rendezték, és a tornát meg is nyerte a házigazda csapat.

## Résztvevők
| - Argentína - Paraguay | - Peru - Uruguay |

Brazília, Bolívia és Chile visszalépett.

## Eredmények
A négy részt vevő válogatott egy csoportban, körmérkőzéses formában mérkőzött meg egymással. A csoport élén végzett csapat nyerte meg a kontinensviadalt.

### Mérkőzések
| 1929. november 1. |

| Uruguay | 0–3   | Paraguay                       |
| ------- | ----- | ------------------------------ |
|         | (0–1) | González 16' 86' Domínguez 55' |

| Estadio Alvear y Tagle, Buenos Aires Nézőszám: 40 000 Játékvezető: José Galli (argentin) |

| 1929. november 3. |

| Argentína                   | 3–0   | Peru |
| --------------------------- | ----- | ---- |
| Peucelle 6' Zumelzú 38' 58' | (2–0) |      |

| Estadio Gasómetro, Buenos Aires Nézőszám: 20 000 Játékvezető: Aníbal Tejada (uruguayi) |

| 1929. november 10. |

| Argentína                                  | 4–1   | Paraguay      |
| ------------------------------------------ | ----- | ------------- |
| M. Evaristo 7' Ferreira 24' 48' Cherro 50' | (2–0) | Domínguez 56' |

| Estadio Gasómetro, Buenos Aires Nézőszám: 20 000 Játékvezető: Julio Borelli (perui) |

| 1929. november 11. |

| Peru        | 1–4   | Uruguay                           |
| ----------- | ----- | --------------------------------- |
| Lizarbe 81' | (0–3) | Fernández 21' 29' 43' Andrade 69' |

| Estadio Alvear y Tagle, Buenos Aires Nézőszám: 22 000 Játékvezető: Miguel Barba (paraguayi) |

| 1929. november 16. |

| Paraguay                                     | 5–0   | Peru |
| -------------------------------------------- | ----- | ---- |
| Nessi 10' González 55' 63' 69' Domínguez 82' | (1–0) |      |

| Independiente Stadium, Avellaneda Nézőszám: 8 000 Játékvezető: José Galli (argentin) |

| 1929. november 17. |

| Argentína                    | 2–0   | Uruguay |
| ---------------------------- | ----- | ------- |
| Ferreira 14' M. Evaristo 77' | (1–0) |         |

| Estadio Gasómetro, Buenos Aires Nézőszám: 60 000 Játékvezető: Miguel Barba (paraguayi) |

### Végeredmény
A hazai csapat eltérő háttérszínnel kiemelve.
| Helyezés | Nemzet    | M | Gy | D | V | G+ | G– | Gk  | P |
| -------- | --------- | - | -- | - | - | -- | -- | --- | - |
| Arany    | Argentína | 3 | 3  | 0 | 0 | 9  | 1  | +8  | 6 |
| Ezüst    | Paraguay  | 3 | 2  | 0 | 1 | 9  | 4  | +5  | 4 |
| Bronz    | Uruguay   | 3 | 1  | 0 | 2 | 4  | 6  | –2  | 2 |
| 4.       | Peru      | 3 | 0  | 0 | 3 | 1  | 12 | –11 | 0 |

| Az 1929-es Dél-amerikai Válogatottak Bajnoksága győztese |
| -------------------------------------------------------- |
| ARGENTÍNA 4. cím                                         |

### Gólszerzők
| 5 gólos - Aurelio González 3 gólos - Manuel Ferreira - Diógenes Domínguez - Lorenzo Fernández 2 gólos - Mario Evaristo - Adolfo Zumelzú | 1 gólos - Roberto Cherro - Carlos Peucelle - Lino Nessi - Agustín Lizarbe - José Andrade |

## Külső hivatkozások
- 1929 South American Championship